# 北塔夸里廷加
北塔夸里廷加是巴西伯南布哥州的一个市镇。总面积450.77平方公里，总人口21461人，人口密度47.6人/平方公里。